# JUnit
JUnit er et framework til unit-test af programmeringssprog Java. JUnit blev en vigtig del i udviklingen af metoden til oprettelse af test-drevet udvikling og er en del af en gruppe frameworks til unit-test, der er kendt som xUnit og som udsprang fra SUnit.
JUnit linkes som en JAR-fil ved kompileringen; frameworket findes i pakken junit.framework for JUnit 3.8 og tidligere og i pakken org.junit for JUnit 4 og nyere.
I en undersøgelse fra 2013, som omfattede 10.000 projekter på GitHub, var JUnit, sammen med slf4j-api, de oftest anvendte kodebiblioteker. Kodebibliotekerne anvendtes i 30,7 % af projekterne.

## Eksempel på anvendelse af JUnit
I ældre udgaver af JUnit var man tvunget til at lade fixturer arve fra junit.framework.TestCase, men de nye der anvender JUnit 4 behøver ikke gøre dette. Testmetoder skal annoteres med @Test. Efter behov er det endog muligt at lade en metode køre før (eller efter) hver (eller alle) testmetoder med annoteringerne @Before (eller @After) og @BeforeClass (eller @AfterClass).
```
import
 
org.junit.*
;

public
 
class
 
TestFoobar
 
{

    
@BeforeClass

    
public
 
static
 
void
 
setUpClass
()
 
throws
 
Exception
 
{

        
// Kod som körs innan den första testmetoden

    
}

    
@Before

    
public
 
void
 
setUp
()
 
throws
 
Exception
 
{

        
// Kod som körs innan varje test

    
}

 

    
@Test

    
public
 
void
 
testOneThing
()
 
{

        
// Kod som testar en del

    
}

    
@Test

    
public
 
void
 
testAnotherThing
()
 
{

        
// Kod som testar en annan del

    
}

    
@Test

    
public
 
void
 
testSomethingElse
()
 
{

        
// Kod som testar någonting annat

    
}

    
@After

    
public
 
void
 
tearDown
()
 
throws
 
Exception
 
{

        
// Kod som körs efter varje test  

    
}

 

    
@AfterClass

    
public
 
static
 
void
 
tearDownClass
()
 
throws
 
Exception
 
{

        
// Kod som körs efter den sista testmetoden

    
}

}

```